# Армидейл
А́рмидейл (англ. Armidale) —  город, расположенный на севере штата Новый Южный Уэльс, Австралия.
Население — 24 504 человека (2018 год).
Расположен ровно посередине между Сиднеем и Брисбеном.
В городе находится Университет Новой Англии.
В холодные месяцы значительная часть домов в городе отапливается дровами. Это, в сочетании с особенностями рельефа, приводит к загрязнению воздуха, которое превышает нормы более 30 дней в году. Исследования в Армидейле показали, что с дымом дровяных печей связаны 14 преждевременных смертей и ущерб в более чем 30 миллионов долларов ежегодно.
Является ближайшим городом к национальному парку Гай-Фокс-Ривер.

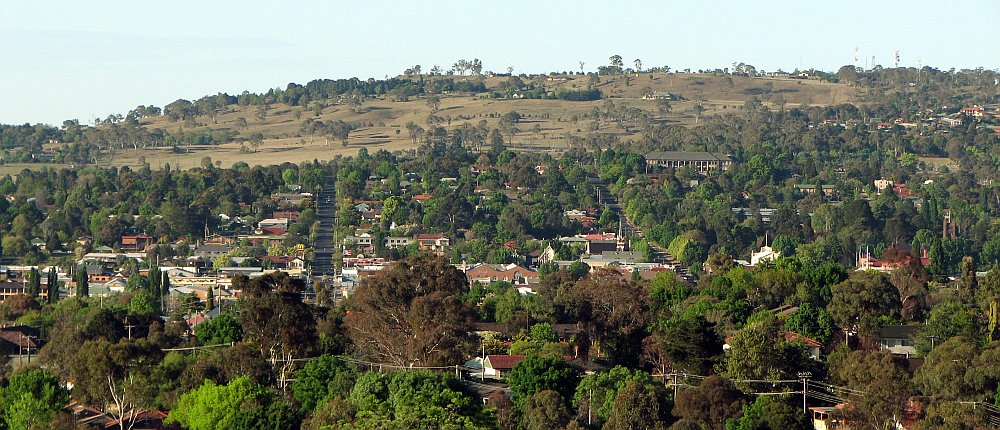
Панорама города